# Niemcza
Niemcza (Duits: Nimptsch) is een stad in het Poolse woiwodschap Neder-Silezië, gelegen in de powiat Dzierżoniowski. De oppervlakte bedraagt 19,8 km², het inwonertal 3201 (2005).
Tijdens de Tweede Wereldoorlog bevond zich in de stad kortstondig een concentratiekamp.

## Verkeer en vervoer
- Station Niemcza